# Dufourea dentiventris
Dufourea dentiventris ist eine Glanzbiene aus der Familie Halictidae. Sie ist eine solitäre, nestbauende Biene, die in Deutschland von in der Regel Mitte Juli bis Anfang September fliegt. Auf Deutsch wird sie auch Gezähnte Glanzbiene genannt.

## Merkmale
Diese Glanzbiene ist ca. 7 bis 8 mm lang. Sie ist schwarz, nur spärlich behaart. Auch die Sammelbürste am Hinterleib der Weibchen ist nur schwach ausgebildet. Die Weibchen haben sehr kurze, die sehr schlanken Männchen hingegen lange Fühler. Der Rüssel ist kurz, die Vorderflügel haben zwei Cubitalzellen. Im Gegensatz zu den ähnlichen Arten der Gattung Lasioglossum befindet sich am Hinterleibsende keine Längsfurche. Sie kann im Freiland nicht von der viel selteneren Dufourea inermis unterschieden werden.

## Verbreitung und Lebensraum
Diese Glanzbiene ist praktisch in der gesamten Paläarktis verbreitet. Sie ist in Europa von den Pyrenäen bis Russland und südwärts bis in die Toskana und nach Kroatien, sowie nordwärts bis Skandinavien (63 bis 65 °N) verbreitet. Aus Asien ist die Art bis Jakutsk, Ostsibirien und Nordkorea gemeldet. In Deutschland ist die Art in allen Bundesländern nachgewiesen, aber in Schleswig-Holstein und Mecklenburg-Vorpommern nur durch historische Meldungen. In Österreich kommt sie in allen Bundesländern außer dem Burgenland vor und in der Schweiz fast überall (im Genfersee-Gebiet nur historische Nachweise).
D. dentiventris lebt überwiegend in Waldsäumen, Waldlichtungen und waldnahen Magerrasen. In den Mittelgebirgen ist die Art auch an waldnahen Straßenböschungen und auf Wacholderheiden zu finden. Die Nistplätze sind sandig-lehmige Böschungen, Abbruchkanten und Wegränder.

## Lebensweise
Die Weibchen bauen Nester in selbst gegrabene Hohlräume im Boden, sie haben nur eine Generation im Jahr und sammeln nur Pollen von Glockenblumen, sie sind also oligolektisch. Männchen schwärmen in der Nähe der Glockenblumen, sowohl die Männchen als auch die Weibchen schlafen in den Blüten der Glockenblumen. Die Larven spinnen einen Kokon und überwintern als Ruhelarve.
Parasiten: Als Kuckucksbiene parasitiert Biastes truncatus an D. dentiventris.